# Elecciones al Parlamento Europeo de 2019 (Grecia)

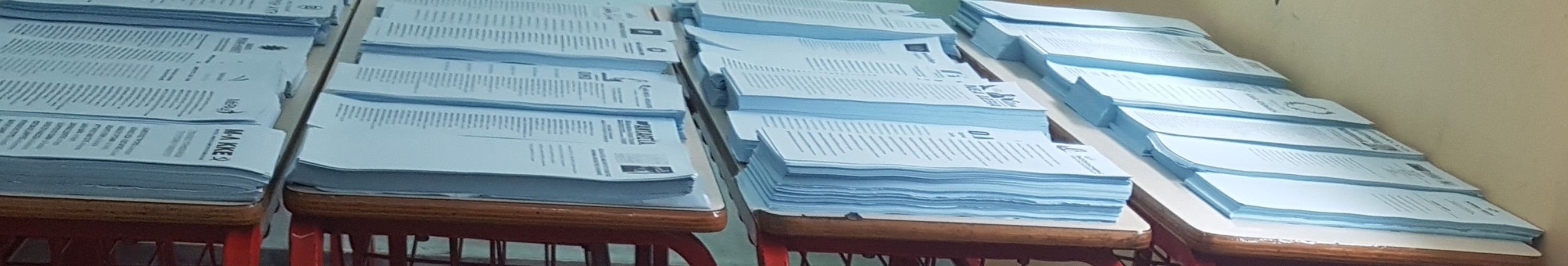
Papeletas de voto, elecciones al Parlamento Europeo de 2019 en Grecia

Las elecciones al Parlamento Europeo de 2019 se celebraron en Grecia el domingo 26 de mayo. Parte de las elecciones al Parlamento Europeo que se celebraron en los 28 Estados miembros de la Unión Europea entre el 23 y el 26 de mayo de 2019, los comicios eligieron los 21 diputados del Parlamento Europeo correspondientes a Grecia, en una circunscripción única con un umbral electoral del 3 %.

## Resultados
| Candidatura                                                                                                | Candidatura                                                                                                | Votos     | %      | Escaños |
| --- | --- | --------- | ------ | ------- |
| | Nueva Democracia (ND)                                                                                      | 1,873,080 | 33,12  | 8       |
| | Coalición de la Izquierda Radical (SYRIZA)                                                                 | 1,343,816 | 23,76  | 6       |
| | Movimiento para el Cambio (KINAL)                                                                          | 436,739   | 7,72   | 2       |
| | Partido Comunista de Grecia (KKE)                                                                          | 302,673   | 5,35   | 2       |
| | Amanecer Dorado (XA)                                                                                       | 275,821   | 4,88   | 2       |
| | Solución Griega (Elliniki Lisi)                                                                            | 236,365   | 4,18   | 1       |
| Frente Europeo de Desobediencia Realista (MeRA25)                                                          | Frente Europeo de Desobediencia Realista (MeRA25)                                                          | 169,293   | 2,99   | 0       |
| Curso de la Libertad (Plefsi Eleftherias)                                                                  | Curso de la Libertad (Plefsi Eleftherias)                                                                  | 90,856    | 1,61   | 0       |
| El Río (To Potami)                                                                                         | El Río (To Potami)                                                                                         | 85,998    | 1,52   | 0       |
| Unión de Centristas (EK)                                                                                   | Unión de Centristas (EK)                                                                                   | 82,075    | 1,45   | 0       |
| Grecia, la Otra Vía                                                                                        | Grecia, la Otra Vía                                                                                        | 70,288    | 1,24   | 0       |
| Concentración Popular Ortodoxa-Unión Patriótica Radical                                                    | Concentración Popular Ortodoxa-Unión Patriótica Radical                                                    | 69,528    | 1,23   | 0       |
| Ciudadanos                                                                                                 | Ciudadanos                                                                                                 | 51,405    | 0,91   | 0       |
| Verdes Ecologistas                                                                                         | Verdes Ecologistas                                                                                         | 49,111    | 0,87   | 0       |
| Griegos Independientes (ANEL)                                                                              | Griegos Independientes (ANEL)                                                                              | 45,148    | 0,80   | 0       |
| Patria Libre                                                                                               | Patria Libre                                                                                               | 41,189    | 0,73   | 0       |
| Partido de Amistad, Igualdad y Paz (KIEF)                                                                  | Partido de Amistad, Igualdad y Paz (KIEF)                                                                  | 40,243    | 0,71   | 0       |
| Recrear Grecia                                                                                             | Recrear Grecia                                                                                             | 39,123    | 0,69   | 0       |
| Nueva Derecha                                                                                              | Nueva Derecha                                                                                              | 37,513    | 0,66   | 0       |
| Frente de la Izquierda Anticapitalista Griega (Antarsya)                                                   | Frente de la Izquierda Anticapitalista Griega (Antarsya)                                                   | 36,334    | 0,64   | 0       |
| Partido Agrícola Animal de Grecia                                                                          | Partido Agrícola Animal de Grecia                                                                          | 31,807    | 0,56   | 0       |
| Unidad Popular-Partido Pirata de Grecia                                                                    | Unidad Popular-Partido Pirata de Grecia                                                                    | 31,674    | 0,56   | 0       |
| Asamblea de los Griegos                                                                                    | Asamblea de los Griegos                                                                                    | 29,485    | 0,52   | 0       |
| Verdes | Verdes | 25,443    | 0,45   | 0       |
| Unión para la Defensa del Trabajo y el Estado Social-Grecia Fuerte                                         | Unión para la Defensa del Trabajo y el Estado Social-Grecia Fuerte                                         | 22,349    | 0,40   | 0       |
| Partido de la Juventud                                                                                     | Partido de la Juventud                                                                                     | 18,506    | 0,33   | 0       |
| Responsabilidad Democrática                                                                                | Responsabilidad Democrática                                                                                | 18,170    | 0,32   | 0       |
| Nuevo Impulso Griego (NEO)                                                                                 | Nuevo Impulso Griego (NEO)                                                                                 | 12,288    | 0,22   | 0       |
| Partito Comunista Marxista-Leninista de Grecia (M-L KKE)                                                   | Partito Comunista Marxista-Leninista de Grecia (M-L KKE)                                                   | 12,270    | 0,22   | 0       |
| Ecologistas Griegos                                                                                        | Ecologistas Griegos                                                                                        | 11,539    | 0,20   | 0       |
| Frente Nacional-Liga Patriótica-Movimiento de los Leones                                                   | Frente Nacional-Liga Patriótica-Movimiento de los Leones                                                   | 10,796    | 0,19   | 0       |
| Grupos Sociales Europeos del Pueblo                                                                        | Grupos Sociales Europeos del Pueblo                                                                        | 10,314    | 0,18   | 0       |
| Cuadriga de la Ciudadanía Panhelénica                                                                      | Cuadriga de la Ciudadanía Panhelénica                                                                      | 9,265     | 0,16   | 0       |
| Radicales Griegos                                                                                          | Radicales Griegos                                                                                          | 6,412     | 0,11   | 0       |
| Arcoíris                                                                                                   | Arcoíris                                                                                                   | 6,193     | 0,11   | 0       |
| Alianza Liberal                                                                                            | Alianza Liberal                                                                                            | 6,193     | 0,11   | 0       |
| Organización de Comunistas Internacionalistas de Grecia                                                    | Organización de Comunistas Internacionalistas de Grecia                                                    | 4,821     | 0,09   | 0       |
| Grupos Sociales Europeos del Pueblo-Partido Agrario de Grecia-Asociaciones para la Cultura y el Desarrollo | Grupos Sociales Europeos del Pueblo-Partido Agrario de Grecia-Asociaciones para la Cultura y el Desarrollo | 3,135     | 0,06   | 0       |
| Kollatos-Movimiento Político Independiente                                                                 | Kollatos-Movimiento Político Independiente                                                                 | 3,131     | 0,06   | 0       |
| Visión Griega                                                                                              | Visión Griega                                                                                              | 2,038     | 0,04   | 0       |
| Total | Total | 5,655,805 | 100,00 | 21      |